# Stig-Are Eriksen
Stig-Are Eriksen (6 febbraio 1970) è un ex biatleta norvegese.

## Biografia
In Coppa del Mondo ottenne il primo risultato di rilievo il 2 dicembre 1999 a Hochfilzen (64°) e l'unico podio il 23 gennaio 2000 ad Anterselva  (3º). In carriera non prese parte né a rassegne olimpiche né iridate.

## Palmarès

### Coppa del Mondo
- 1 podio (a squadre[1]):
  - 1 terzo posto